# Athysanus riguus
Athysanus riguus är en insektsart som beskrevs av Melichar 1902. Athysanus riguus ingår i släktet Athysanus och familjen dvärgstritar. Inga underarter finns listade i Catalogue of Life.